# 拇指手勢

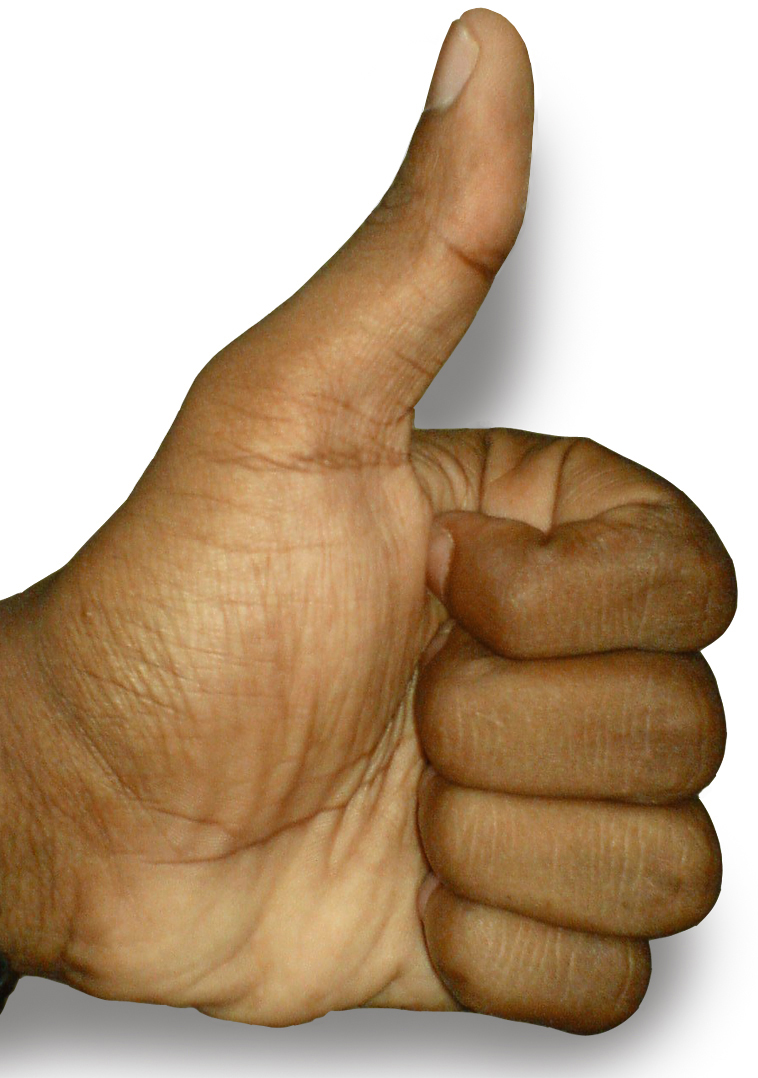
比讚手勢

拇指手勢（豎手指公）在國際上的手語中可表示讚好（向上）或表示惡劣（向下）。
拇指向上的手勢，華語地區民間也稱作“豎大拇哥”、“翹大拇指”、“頂呱呱”等，這個手势在Facebook、微博等社交網站或軟體可表達讚好、誇讚。
拇指向上的手勢表達友好，這在世界上很多地方都是這樣的，不過可能在一些地區，例如非洲某部落，讚好手勢不是這個意思。他們也有其他的讚好或表示惡劣的手勢。